# Parablennius verryckeni
Parablennius verryckeni es una especie de pez de la familia Blenniidae en el orden de los Perciformes.

## Morfología
• Los machos pueden llegar alcanzar los 4,9 cm de longitud total.

## Distribución geográfica
Se encuentra desde el Congo hasta Sierra Leona.